# Rheinische Automobil-Fabrik, Hennhöfer & Co.

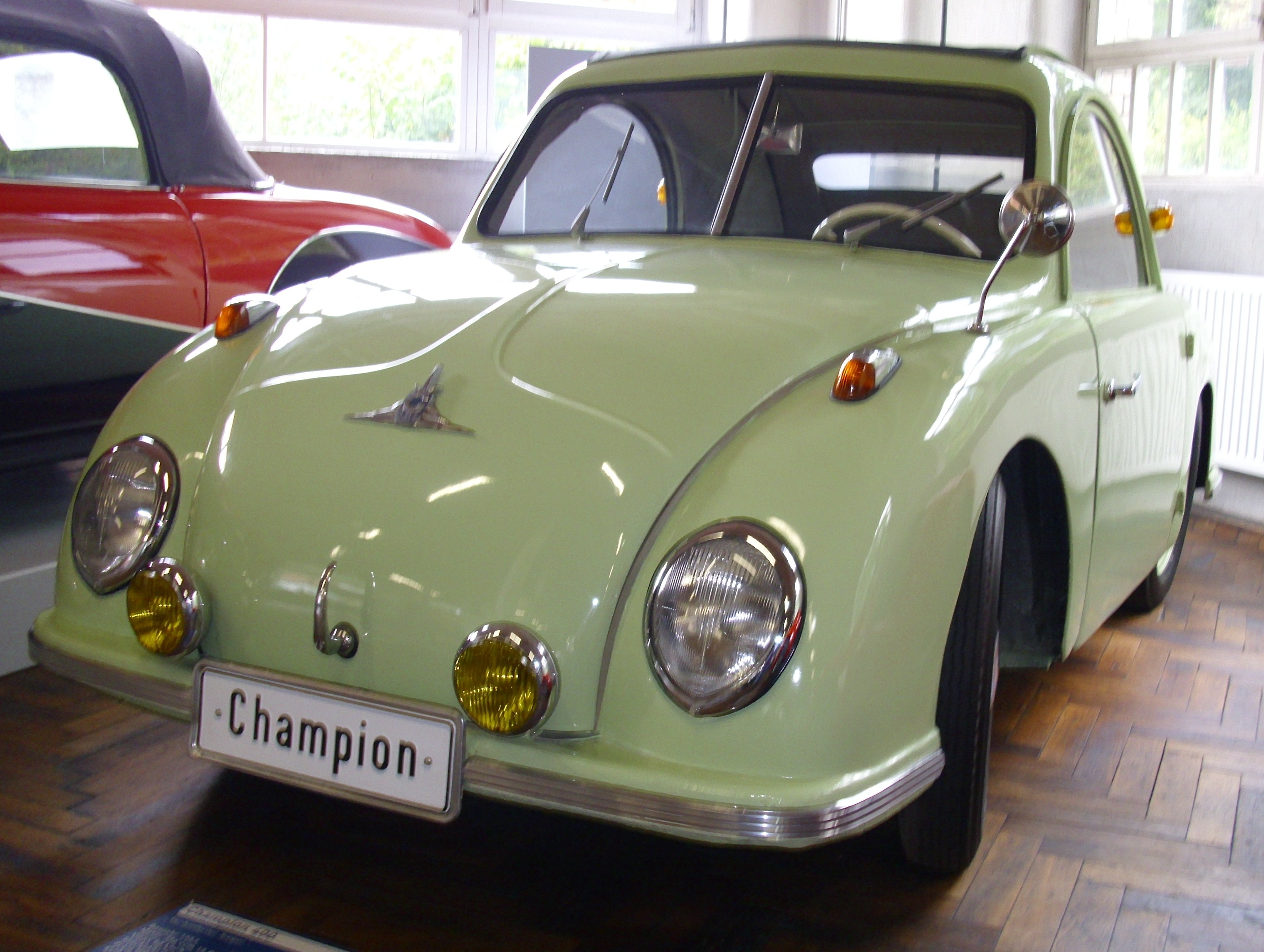
Champion 400 H von 1953

Die Rheinische Automobil-Fabrik, Hennhöfer & Co. OHG aus Ludwigshafen am Rhein war ein deutscher Automobilhersteller. Der Markenname lautete Champion.

## Unternehmensgeschichte
Das Unternehmen, das bisher als Händler für Champion-Fahrzeuge aktiv war, übernahm im Dezember 1952 die Produktionsanlagen von der Champion-Automobilbau GmbH aus Paderborn. Im November 1953 endete die Produktion nach 1681 hergestellten Exemplare aufgrund von 1,18 Millionen DM Schulden. Die Rheinische Automobil-Fabrik, Henning Thorndal übernahm die Produktion.

## Modelle
Das bisherige Modell Champion 400 wurde noch bis Mai 1953 weiter produziert. Als der bisherige Motorenlieferant ILO den Motor nicht mehr herstellte, wurde das Nachfolgemodell Champion 400 H mit einem Einbaumotor von Heinkel produziert. Im Juli 1953 kam der viersitzige Kombi Champion 500 G dazu.